# Pad komunizma u Mađarskoj (1989.)
Komunistička vladavina u Narodnoj Republici Mađarskoj završila je 1989. mirnim prijelazom na demokratski sustav. Nakon što su sovjetske snage ugušile Mađarsku revoluciju 1956., Mađarska je ostala komunistička zemlja. Kako je Sovjetski Savez slabio krajem 1980-ih, Istočni blok se raspao.
Događaji u Mađarskoj bili su dio Revolucija 1989., poznatih na mađarskom kao hu. rendszerváltás (dosl. promjena režima).

## Uvod
Desetljećima prije razgovora za okruglim stolom , političke i ekonomske snage unutar Mađarske vršile su pritisak na mađarski komunizam. Ti su pritisci doprinijeli padu socijalizma u Mađarskoj 1989. godine.

### Ekonomski problemi
Novi ekonomski mehanizam bio je jedini skup ekonomskih reformi u Istočnoj Europi donesenih nakon vala revolucija 1950-ih i 60-ih koji je preživio 1968. Unatoč tome, postao je najslabija točka mađarskog komunizma i pritisak koji je uvelike pridonio prijelazu u demokraciju. Godine 1968. Centralni komitet Mađarske socijalističke radničke partije pokrenuo je NEM kako bi ublažio ekonomske probleme Mađarske te uveo decentralizaciju i fiksne cijene kako bi nadoknadio nedostatke centralno planskog gospodarstva. NEM je bio višestruk i višesmjeran, snažna reforma mađarskog gospodarstva. Nastojao je postići reforme u mnogim sektorima svog gospodarstva, pokušavajući autonomno samoupravljanje kolektivnih farmi, razbijanje monopolističkih industrija i smanjenje subvencija osim onih koje se koriste za izvoz. Također je počeo povezivati cijene sa svjetskim tržištem putem tečajeva, ovlašćujući radnike da samostalno proizvode u državnim tvornicama nakon redovnog radnog vremena i zamjenjujući obvezne direktive ekonomskim regulatorima u dominantnom državnom sektoru. Konačno, legalizirao je privatne obrtničke, maloprodajne i uslužne djelatnosti.
To je stvorilo složeno i izrazito trgovinski ovisno nacionalno gospodarstvo, koje je stoga bilo ranjivo na opće fluktuacije na svjetskom tržištu, ali i na promjene cijena sirovina i energetskih resursa uvezenih iz Sovjetskog Saveza. Mađarska, kao satelit SSSR-a siromašan resursima, zbog svog politički neovisnog duha bila je vrlo ovisna o sovjetskom uvozu. Godine 1972., ubrzo nakon uvođenja NEM-a, režim je počeo ograničavati primjenu tržišnih mehanizama koji su izvorno implementirani. To je jasno pokazalo da će ogromni industrijski kombinati, koji su imali više ideološke nego ekonomske vrijednosti, i dalje primati istu državnu zaštitu kao i u prošlosti, naglašavajući osnovnu slabost sustava.
Do 1980-ih, Mađarska je počela patiti od inflacije, koja je posebno pogodila ljude s fiksnim prihodima. Mađarska je imala ogroman vanjski dug, a siromaštvo je postalo rašireno. Nakon institucionalizacije NEM-a 1970-ih, porasti cijena postali su uobičajeni u Mađarskoj. Međutim, Kádár, glavni tajnik Mađarske socijalističke radničke partije, vješto ih je rješavao, oslanjajući se na svoj kontinuirani politički kredibilitet. Kádár je dokazao svoju sposobnost "upravljanja" Kremljom, pa je čak ostao na vlasti tijekom prijelaza s Hruščova na Brežnjeva, ostajući jedna od rijetkih stabilnih političkih figura u Istočnoj Europi. Stoga je mogao objasniti više cijene kao predujam NEM-u i obećati dobra vremena koja dolaze bez gubitka javnog odobravanja i društvenog poretka. Međutim, NEM je ubrzo "izazvao šire protivljenje, jer mnogi članovi stranke koji su istinski podržavali strategiju pomirenja sa sovjetskim sustavom nisu se mogli pomiriti" sa stvarnim učincima ekonomskog sustava. Do 1985., s političkom nestabilnošću koja je pratila ekonomsku nestabilnost, Kádár i režim bili su prisiljeni priznati skori slom socijalizma u Mađarskoj.

### Stavovi prema Varšavskom paktu
Godine 1988., socijalistička Mađarska također je počela olakšavati svojim građanima putovanje na zapad, što je dovelo do uklanjanja bodljikave žice između Mađarske i Austrije u svibnju 1989. To je omogućilo Istočnim Nijemcima, kojima je bilo dopušteno putovati samo u socijalističke zemlje, da odu u Mađarsku i pobjegnu u Zapadnu Njemačku preko Austrije, te se nikada više ne vrate u Istočnu Njemačku. Dovodeći u opasnost vanjske i komunističke odnose, mađarski ministar vanjskih poslova u rujnu je izjavio da neće zaustaviti tisuće Istočnih Nijemaca koji bježe u Austriju. To je odražavalo opći stav Mađarske prema sovjetskom satelitskom sustavu: javno mnijenje bilo je protiv komunizma, a Mađari su željeli neovisnost.
S Gorbačovljevom novom politikom nekorištenja vojnih akcija u satelitskim državama i dopuštanja općeg suvereniteta unutar granica svake pojedinačne zemlje, bilo je nužno poštivati javno mnijenje. Nametanje reda vojnom silom također nije dolazilo u obzir. Imre Pozsgay rekao je glavnom tajniku MSZMP-a da će "mađarski vojnik kojemu se naredi da puca na vlastiti narod ili pucati na svog zapovjednika ili otići kući svojoj majci."

### Domaći politički otpor
Mađarska komunistička elita vjerovala je da bi se ekonomska kriza s kojom se suočavaju mogla pretvoriti u društvene previranja, što je uslijedilo na krilima smanjenja realnih plaća, visoke inflacije i rastuće dužničke krize. Istraživanje iz 1986. pokazalo je da je 61% mađarskog stanovništva opisalo svoj položaj kao beznadan ili da se stalno pogoršava. Budući da su realne plaće nastavile padati u sljedećim godinama, nema puno razloga vjerovati da su stavovi prema ekonomskoj situaciji postali pozitivniji 1989. godine. Drugo istraživanje iz 1989. godine pokazuje da su Mađari bili potpuno svjesni svog relativnog pada. 80% ispitanika smatralo je da Austrijanci imaju viši životni standard, dok je samo 13% smatralo da su Mađari u boljem položaju.
Ipak, nakon 1968. godine formirali su ilegalnu skupinu mislilaca i aktivista, takozvanu Demokratsku opoziciju[hu], koja je bila labavo povezana s Budimpeštanskom školom. Režim ih je snažno promatrao i ugnjetavao, iako su kasnije odigrali važnu ulogu tijekom promjena.
Mađarske elite slagale su se da zemlja prolazi kroz tešku ekonomsku krizu koja zahtijeva radikalne reforme. Međutim, nisu se slagale oko toga je li politička demokratizacija preduvjet za dobivanje javne podrške za te reforme. Politički, 1980-e donijele su val nezadovoljstva i zahtjeva za reformama. Za razliku od 1956., bilo je mnogo reformatora unutar i izvan MSZMP-a, što je pokazivalo političku fragmentaciju mađarskog sustava. Radikalni reformatori i mnogi drugi zahtijevali su višestranački sustav koji je bilo nemoguće postići pod sovjetskim sustavom. Nisu željeli sovjetski sustav, već su umjesto toga zahtijevali pravo na nacionalno samoodređenje. S druge strane, glavni tajnik Grosz bio je poznat po zagovaranju "jednostranačkog pluralizma". U prosincu 1988. premijer Miklós Németh izrazio je stav mnogih reformatora javno izjavivši da je "tržišno gospodarstvo jedini način da se izbjegne društvena katastrofa ili duga, spora smrt". Taj strah da će daljnji ekonomski pad dovesti do društvenih previranja obično se navodi kao glavni razlog odluke režima da pregovara s oporbom i glavni pritisak koji je uzrokovao pad socijalizma u Mađarskoj.

## Razgovori za okruglim stolom
Iako je Mađarska tijekom 1980-ih postigla neke trajne ekonomske reforme i ograničenu političku liberalizaciju, veće reforme dogodile su se tek nakon što je János Kádár zamijenjen s mjesta glavnog tajnika Komunističke partije (MSZMP) 22. svibnja 1988. Iste godine Parlament je usvojio "demokratski paket" koji je, između ostalog, uključivao sindikalni pluralizam; slobodu udruživanja, okupljanja i tiska; novi izborni zakon; i radikalnu reviziju ustava.
Imre Nagy, kojeg su komunisti pogubili prije nekoliko desetljeća, politički je rehabilitiran, a njegovi posmrtni ostaci ponovno su pokopani na 31. godišnjicu pogubljenja na istom mjestu nakon sprovoda koji su organizirali, između ostalih, protivnici komunističkog režima u zemlji. Procjenjuje se da je Nagyjevom ponovnom ukopu prisustvovalo više od 100.000 ljudi.
Paneuropski piknik bio je mirovni prosvjed održan na austrijsko - mađarskoj granici u blizini grada Soprona 19. kolovoza 1989., važan događaj u političkim zbivanjima koja su dovela do pada željezne zavjese i ponovnog ujedinjenja Njemačke.
U listopadu 1989. MSZMP je sazvao svoj posljednji kongres i ponovno se uspostavio kao Mađarska socijalistička stranka. U povijesnom zasjedanju od 16. do 20. listopada, parlament je usvojio paket od gotovo 100 ustavnih amandmana kojima su predviđeni višestranački parlamentarni izbori i izravni predsjednički izbori. Zakon je transformirao Mađarsku iz Narodne Republike u Republiku Mađarsku, zajamčio ljudska i građanska prava te stvorio institucionalnu strukturu koja je osigurala podjelu vlasti između sudske, zakonodavne i izvršne vlasti. Dana 23. listopada 1989. na Kossuth téru u Budimpešti, s balkona zgrade Mađarskog parlamenta proglašena je Republika Mađarska za Mátyása Szűrösa, privremenog predsjednika.

## Prvi slobodni izbori
Prvi slobodni parlamentarni izbori, održani u svibnju 1990., bili su svojevrsni plebiscit o komunističkoj prošlosti. Revitalizirani i reformirani socijalisti loše su prošli unatoč tome što su imali više od uobičajenih prednosti "vladajuće" stranke. Populističke, stranke desnog centra i liberalne stranke najbolje su prošle, s Demokratskim forumom (MDF) koji je osvojio 43% glasova, a Slobodnim demokratima (SZDSZ) 24%. Pod premijerom Józsefom Antallom, MDF je formirao koalicijsku vladu desnog centra s Neovisnom strankom malih poljoprivrednika (FKGP) i Kršćansko-demokratskom narodnom strankom (KDNP) kako bi osvojili 60% većine u parlamentu. Parlamentarne oporbene stranke uključivale su SZDSZ, Socijaliste (MSZP) i Savez mladih demokrata (Fidesz).

## Kraj sovjetske okupacije
Između 12. ožujka 1990. i 19. lipnja 1991. sovjetske trupe („Južna skupina snaga“) napustile su Mađarsku. Posljednje jedinice pod zapovjedništvom generala Viktora Silova prešle su mađarsko-ukrajinsku granicu kod Záhonyja. Ukupan broj sovjetskog vojnog i civilnog osoblja stacioniranog u Mađarskoj bio je oko 100 000. Povlačenje je izvršeno s 35 000 željezničkih vagona. Od 2001. godine, posebnim zakonom usvojenim u mađarskom parlamentu, 16. lipnja proglašen je nacionalnim danom sjećanja.

## Posljedice
Mađarska se 16. ožujka 1999. pridružila NATO-u, a 1. svibnja 2004., zajedno s ostalim zemljama Višegradske skupine, pridružila se Europskoj uniji, jačajući svoje veze sa zapadnoeuropskim zemljama i Sjedinjenim Američkim Državama. U travnju 2011. usvojen je novi ustav koji je stupio na snagu 1. siječnja 2012.